# Filtrierung (Wahrscheinlichkeitstheorie)
Eine Filtrierung (auch Filtration) ist in der Theorie der stochastischen Prozesse eine Familie von geschachtelten σ-Algebren. Sie modelliert die zu verschiedenen Zeitpunkten verfügbaren  Informationen zum Verlauf eines Zufallsprozesses.

## Definition
Seien {\displaystyle (\Omega ,{\mathcal {A}},P)} ein Wahrscheinlichkeitsraum, {\displaystyle T\subseteq \mathbb {R} } eine Indexmenge und {\displaystyle ({\mathcal {F}}_{t})_{t\in T}} eine aufsteigend geordnete Familie von Unter-σ-Algebren von {\displaystyle {\mathcal {A}}}, das heißt
- {\displaystyle {\mathcal {F}}_{t}\subseteq {\mathcal {A}}} ist eine σ-Algebra auf {\displaystyle \Omega } für alle {\displaystyle t\in T} und

- {\displaystyle {\mathcal {F}}_{s}\subseteq {\mathcal {F}}_{t}} für alle {\displaystyle s,t\in T} mit {\displaystyle s\leq t}.

Dann heißt die Familie von σ-Algebren
{\displaystyle \mathbb {F} =({\mathcal {F}}_{t})_{t\in T}}
eine Filtration oder Filtrierung in {\displaystyle {\mathcal {A}}} oder auf {\displaystyle (\Omega ,{\mathcal {A}},P)}.
Ist {\displaystyle \mathbb {F} =({\mathcal {F}}_{t})_{t\in T}} eine Filtrierung, so wird {\displaystyle (\Omega ,{\mathcal {A}},({\mathcal {F}}_{t})_{t\in T},P)} filtrierter Wahrscheinlichkeitsraum genannt.
Analog lassen sich Filtrierungen auch für beliebige halbgeordnete Indexmengen {\displaystyle T} definieren.

## Beispiele

### Erstes Beispiel
Für den Wahrscheinlichkeitsraum {\displaystyle (\mathbb {Z} ,{\mathcal {P}}(\mathbb {Z} ),P)} mit abzählbarer Grundmenge {\displaystyle \mathbb {Z} } der ganzen Zahlen und deren Potenzmenge {\displaystyle {\mathcal {P}}(\mathbb {Z} )} als σ-Algebra der Ereignisse ist
{\displaystyle ({\mathcal {F}}_{n})_{n\in \mathbb {N} }\quad {\text{mit}}\quad {\mathcal {F}}_{n}:=\sigma ({\mathcal {P}}(\{-n,\dots ,-1,0,1,\dots ,n\}))}
eine Filtration mit {\displaystyle {\mathcal {F}}_{n}\subset {\mathcal {F}}_{n+1}}
für alle {\displaystyle n\in \mathbb {N} } und {\displaystyle {\mathcal {F}}_{n}\subset {\mathcal {P}}(\mathbb {Z} )} für alle {\displaystyle n\in \mathbb {N} }.

### Zweites Beispiel
Die Filtration für einen {\displaystyle T}-fachen Münzwurf mit Wahrscheinlichkeitsraum {\displaystyle (\{0,1\}^{T},{\mathcal {P}}(\{0,1\}^{T}),P)} ergibt sich aus dem Ziel zu modellieren, dass zum Zeitpunkt {\displaystyle t} die Ausgänge der ersten {\displaystyle t} Münzwürfe bekannt sind, während {\displaystyle T-t} noch ausstehen. Man erhält zum Zeitpunkt {\displaystyle t} also:
{\displaystyle {\mathcal {F}}_{t}={\mathcal {P}}(\{0,1\}^{t})\times \{0,1\}^{T-t}=\{A\in {\mathcal {P}}(\{0,1\}^{T})\,|\,A=A_{1}\times \{0,1\}^{T-t}{\text{ für ein }}A_{1}\in {\mathcal {P}}(\{0,1\}^{t})\}}
Für {\displaystyle T=2} und {\displaystyle t=1} ergibt sich
{\displaystyle {\mathcal {F}}_{1}=\{\emptyset ,\{(0,0),(0,1)\},\{(1,0),(1,1)\},\{(0,0),(0,1),(1,0),(1,1)\}\}\;.}
Zum Zeitpunkt {\displaystyle t=1} liegt nur das Ergebnis des ersten Münzwurfes vor, daher genügt das Ereignissystem {\displaystyle {\mathcal {F}}_{1}} zur Abbildung dieser Information, da z. B. das Ereignis {\displaystyle \{(0,0),(0,1)\}} bedeutet, dass sich beim ersten Münzwurf eine 0 ergab und beim zweiten Münzwurf irgendetwas ergibt, also eine 0 oder eine 1.
Das Ereignissystem für {\displaystyle T=2} und {\displaystyle t=2} ist
{\displaystyle {\mathcal {F}}_{2}={\mathcal {P}}(\{0,1\}^{2})={\mathcal {P}}(\{(0,0),(0,1),(1,0),(1,1)\})}
und enthält 16 Ereignisse, neben dem unmöglichen Ereignis (der leeren Menge) sind das die vier Elementarereignisse
{\displaystyle \{(0,0)\},\{(0,1)\},\{(1,0)\},\{(1,1)\},}
die sechs zweielementigen Ereignisse
{\displaystyle \{(0,0),(0,1)\},\{(0,0),(1,0)\},\{(0,0),(1,1)\},\{(0,1),(1,0)\},\{(0,1),(1,1)\},\{(1,0),(1,1)\}\},}
die vier dreielementigen Ereignisse
{\displaystyle \{(0,0),(0,1),(1,0)\},\{(0,0),(0,1),(1,1)\},\{(0,0),(1,0),(1,1)\},\{(0,1),(1,0),(1,1)\}}
und das sichere Ereignis {\displaystyle \{(0,0),(0,1),(1,0),(1,1)\}}. Im Unterschied zum ersten Zeitpunkt sind jetzt vier Elementarereignisse zu berücksichtigen, da die Ergebnisse des ersten und des zweiten Münzwurfes berücksichtigt werden müssen.

## Spezielle Filtrierungen

### Erzeugte Filtrierung
Ist {\displaystyle (X_{t})_{t\in T}} ein stochastischer Prozess, so wird das durch {\displaystyle {\mathcal {F}}_{t}:=\sigma ({X_{s}({\mathcal {A}});s\leq t})} (d. h. der einhüllenden, minimalen {\displaystyle \sigma }-Algebra auf der Menge aller Bilder der Zufallsvariablen {\displaystyle X_{s}} der Elemente der {\displaystyle \sigma }-Algebra {\displaystyle {\mathcal {A}}} für alle bisher vergangenen Zeitpunkte {\displaystyle s}, wobei {\displaystyle \sigma } den σ-Algebren-Operator bezeichnet) erzeugte System {\displaystyle ({\mathcal {F}}_{t})_{t\in T}} als erzeugte Filtrierung, kanonische Filtration, kanonische Filtrierung oder natürliche Filtrierung des Prozesses bezeichnet. Es ist also zu jedem Zeitpunkt {\displaystyle t} die vollständige Information über den vergangenen Verlauf des Prozesses bis einschließlich zum Zeitpunkt {\displaystyle t} vorhanden.

### Filtrierung der vollständigen Information
Durch die Festlegung {\displaystyle {\mathcal {F}}_{t}:={\mathcal {A}}} für alle {\displaystyle t\in T} wird die Filtrierung der vollständigen Information definiert. Hier ist also zu jedem Zeitpunkt {\displaystyle t} die vollständige Information vorhanden.

### Stetige Filtrierungen
Definiert man für eine Filtrierung {\displaystyle \mathbb {F} =({\mathcal {F}}_{t})_{t\in T}}
{\displaystyle {\mathcal {F}}_{t^{+}}:=\bigcap _{s>t}{\mathcal {F}}_{s}}  und  {\displaystyle {\mathcal {F}}_{t^{-}}:=\bigvee \limits _{s<t}{\mathcal {F}}_{s}}
sowie
{\displaystyle \mathbb {F} ^{+}:=({\mathcal {F}}_{t^{+}})_{t\in T}}  und  {\displaystyle \mathbb {F} ^{-}:=({\mathcal {F}}_{t^{-}})_{t\in T}},
so gilt
{\displaystyle {\mathcal {F}}_{t^{-}}\subseteq {\mathcal {F}}_{t}\subseteq {\mathcal {F}}_{t^{+}}}.
Ist
- {\displaystyle \mathbb {F} =\mathbb {F} ^{+}}, so heißt die Filtrierung eine rechtsstetige Filtrierung oder rechtsseitig stetig,
- {\displaystyle \mathbb {F} =\mathbb {F} ^{-}}, so heißt die Filtrierung eine linksstetige Filtrierung oder linksseitig stetig,
- {\displaystyle \mathbb {F} } linksseitig und rechtsseitig stetig, so spricht man von einer stetigen Filtrierung.

Weiter definiert man
{\displaystyle {\mathcal {F}}_{\infty }:=\bigvee _{t\in T}{\mathcal {F}}_{t^{-}}=\bigvee _{t\in T}{\mathcal {F}}_{t}=\bigvee _{t\in T}{\mathcal {F}}_{t^{+}}}.

### Filtrierung von Stoppzeiten
Eine Stoppzeit {\displaystyle \tau \colon \Omega \rightarrow [0,\infty ]} bezüglich einer beliebigen Filtrierung {\displaystyle ({\mathcal {F}}_{t})_{t\in [0,\infty )}} erzeugt in Analogie zur natürlichen Filtrierung eine σ-Algebra, die sogenannte σ-Algebra der τ-Vergangenheit
{\displaystyle {\mathcal {F}}_{\tau }:=\{A\in {\mathcal {F}}_{\infty }\mid \forall t\in [0,\infty ):A\cap \{\tau \leq t\}\in {\mathcal {F}}_{t}\}} mit {\displaystyle {\mathcal {F}}_{\infty }=\sigma \left(\bigcup _{t\in [0,\infty )}{\mathcal {F}}_{t}\right)}.
Sei nun {\displaystyle (\tau _{j})_{j\in J}} eine geordnete Familie von Stoppzeiten mit {\displaystyle P({\tau _{i}\leq \tau _{j}})=1} für alle {\displaystyle i,j\in J} mit {\displaystyle i\leq j}, dann ist die Familie {\displaystyle ({\mathcal {F}}_{\tau _{j}})_{j\in J}} eine Filtrierung, diese ist beim Studium von Stoppzeiten stochastischer Prozesse von Bedeutung.
In Analogie erzeugt man die rechtsstetige Version der Filtrierung {\displaystyle ({\mathcal {F}}_{\tau _{j}+})_{j\in J}}, wobei:
{\displaystyle {\mathcal {F}}_{\tau +}:=\{A\in {\mathcal {F}}_{\infty }\mid \forall t\in [0,\infty ):A\cap \{\tau \leq t\}\in {\mathcal {F}}_{t+}\}} und {\displaystyle {\mathcal {F}}_{t+}=\bigcap _{u\in (t,\infty )}{\mathcal {F}}_{u}}.
Es gilt immer {\displaystyle {\mathcal {F}}_{\tau }\subseteq {\mathcal {F}}_{\tau +}}.

### Augmentierte Filtration
Eine augmentierte Filtration ist das Pendant einer Vervollständigung eines Maßraumes für Filtrationen. Ist {\displaystyle (\Omega ,{\mathcal {A}},P)} ein Wahrscheinlichkeitsraum und {\displaystyle \mathbb {F} =({\mathcal {F}}_{t})_{t\in T}} eine Filtration, so definiert man
{\displaystyle {\mathcal {N}}:=\{N\subset \Omega \mid \exists A\in {\mathcal {A}}:N\subset A\wedge P(A)=0\}}
als Mengensystem der (nicht notwendigerweise {\displaystyle {\mathcal {A}}}-messbaren) Teilmengen von {\displaystyle P}-Nullmengen. Die augmentierte Filtration {\displaystyle \mathbb {F} ^{*}}(von {\displaystyle \mathbb {F} } bezüglich {\displaystyle P}) wird dann definiert als
{\displaystyle {\mathcal {F}}_{t}^{*}:=\sigma ({\mathcal {F}}_{t}\cup {\mathcal {N}})}
und
{\displaystyle \mathbb {F} ^{*}=({\mathcal {F}}_{t}^{*})_{t\in T}}.

### Standardfiltration und die üblichen Bedingungen
Eine Filtration {\displaystyle \mathbb {F} } heißt eine Standardfiltration, wenn sie mit ihrer augmentierten Filtration übereinstimmt und rechtsstetig ist, also wenn
{\displaystyle \mathbb {F} =\mathbb {F} ^{*}=\mathbb {F} ^{+}}
gilt. Man sagt dann auch, dass die üblichen Bedingungen gelten.
Von jeder beliebigen Filtration kann zu einer Standardfiltration übergegangen werden, indem man zuerst zur rechtsstetigen und dann zur augmentierten Filtration übergeht.

### Vergrößerte Filtration
Filtrationen werden in der Finanzmathematik vergrößert (engl. enlarged), um die zusätzlichen Informationen eines Insiders zu modellieren.

## Verwendung des Begriffes
Der Begriff der Filtrierung ist unerlässlich, um, ausgehend vom Begriff des stochastischen Prozesses, wichtige Begriffe wie Martingale oder Stoppzeiten einzuführen.
Als Menge {\displaystyle T} wird wie bei stochastischen Prozessen meist {\displaystyle \mathbb {R} _{+}} oder {\displaystyle \mathbb {N} _{0}} gewählt und {\displaystyle t\in T} als Zeitpunkt interpretiert.
σ-Algebren modellieren verfügbare Information.
Die Mengen der σ-Algebra {\displaystyle {\mathcal {F}}_{t}} geben zu jedem Zeitpunkt {\displaystyle t} an, wie viele Informationen zur Zeit bekannt sind. Für jedes Ereignis {\displaystyle A\subseteq \Omega } bedeutet {\displaystyle A\in {\mathcal {F}}_{t}} übersetzt, dass zum Zeitpunkt {\displaystyle t} die Frage „ist {\displaystyle \omega \in A}?“ eindeutig mit „ja“ oder „nein“ beantwortet werden kann. Dass die Filtrierung stets aufsteigend geordnet ist, bedeutet demnach, dass eine einmal erlangte Information nicht mehr verloren geht.
Ist ein stochastischer Prozess {\displaystyle (X_{t})_{t\in T}} an eine Filtrierung {\displaystyle ({\mathcal {F}}_{t})_{t\in T}} adaptiert, bedeutet dies also, dass der Verlauf der Funktion {\displaystyle s\mapsto X_{s}(\omega )} im Intervall {\displaystyle [0,t]} zum Zeitpunkt {\displaystyle t} (für beliebiges, aber unbekanntes {\displaystyle \omega \in \Omega } und in Hinsicht auf die durch Ereignisse {\displaystyle A\in {\mathcal {F}}_{s},s\in [0,t]} formulierbaren Fragen) bekannt ist.
Der Begriff wird aufgrund seiner Bedeutung in den meisten fortgeschrittenen Lehrbüchern über stochastische Prozesse definiert. In einigen Lehrbüchern, zum Beispiel im Buch Probability von Albert N. Schirjajew, wird der Begriff aus didaktischen Gründen zunächst umfassend für Prozesse mit diskreten Werten in diskreter Zeit eingeführt.